# Miguel Alcíbar
Miguel Alcíbar (Sevilla, 5 de agosto de 1962) es un actor, escritor y profesor español.

## Biografía
Además de su carrera actoral, es licenciado en Ciencias Biológicas y doctor en Comunicación, por la Universidad de Sevilla.  
Durante varios años coordinó el Área de Comunicación del Centro de Astrobiología (CSIC-INTA), un centro de investigación ubicado en Torrejón de Ardoz (Madrid) y asociado a la NASA.  
Es profesor de Periodismo en la Facultad de Comunicación de la Universidad de Sevilla y autor de varios libros y decenas de artículos académicos. 
En 2005 recibió el premio al «Mejor actor» en el VIII Certamen de Cortometrajes de Astorga (León).
Entre los años 1996 y 1997 imparte taller de dramatización a niños de 5 a 9 años en la Casa de la Cultura del Ayuntamiento de Carmona. (Sevilla). 
En 1994 imparte el taller “Iniciación Teatral” dirigido a estudiantes de Enseñanza Primaria y Secundaria, Parroquia de San Francisco Javier (Sevilla ).
En 1993 realiza tareas de monitor de animación teatral contratado por la empresa Algakón Ocio y Servicios (Huelva).
Desde 1996 alterna el trabajo de actor con el de creativo y asesor científico para la empresa Ingenia S.A. en diversos proyectos de Museos y Exposiciones.
Coautor del video-creación “Estudio de las olas y otros volátiles” seleccionado en la VI Muestra de Video Joven del Instituto de Juventud y Deportes del Ayto. de Sevilla (1992)
Autor del diaporama “Una visión de México”, proyectado en diversos Institutos de Enseñanza Secundaria y Asociaciones Culturales (Sevilla 1993).

## Filmografía
| Año  | Título                  | Personaje                 | Dirección             |
| ---- | ----------------------- | ------------------------- | --------------------- |
| 2012 | Carmina o revienta      | Cobrador del frac         | Paco León             |
| 2011 | De tu ventana a la mía  | Guardián                  | Paula Ortiz           |
| 2009 | Los límites del control |                           | Jim Jarmusch          |
| 2008 | Retorno a Hansala       | Pepe                      | Chus Gutiérrez        |
| 2006 | Alatriste               | Escribano                 | Agustín Díaz Yanes    |
| 2003 | Astronautas             | Dueño lavandería          | Santi Amodeo          |
| 2003 | Torremolinos 73         | Taxista                   | Pablo Berger          |
| 2003 | La luz prodigiosa       | Brigada 2                 | Miguel Hermoso        |
| 2002 | Asalto informático      | Esbirro 3                 | Miguel Ángel Carrasco |
| 2002 | El traje                | Propietario de ferretería | Alberto Rodríguez     |
| 2002 | Poniente                | Dueño de bar              | Chus Gutiérrez        |
| 1999 | Solas                   | El gordo                  | Benito Zambrano       |

| Año  | Título                                          | Personaje           | Dirección                        |
| ---- | ----------------------------------------------- | ------------------- | -------------------------------- |
| 2017 | Turno de noche                                  | Marcial, el policía | Víctor Basallote                 |
| 2014 | Angélica                                        | Mánager             | Antonio Cuesta                   |
| 2013 | Changüis                                        | Manué               | Alejandro Lobo                   |
| 2012 | Hambre                                          | Hombre              | Mario de la Torre Espinosa       |
| 2011 | Peor imposible                                  | Policía hotel       | Israel Millán                    |
| 2008 | La suerte del inocente                          | Poli Gordo          | Alejandro Lobo                   |
| 2005 | Bluff                                           | Corredor            | Tacho Gonzalez                   |
| 2004 | Hombre sin hombre                               |                     | Michel Gaztambide                |
| 2003 | El horrible crimen ritual de la calle Tribulete |                     | José María Benítez               |
| 2002 | El Aniversario                                  |                     | Sharon Van Olphen                |
| 2002 | Casa de Oración                                 |                     | Paco Casado y Scott Dingley-Kerr |
| 2002 | Cambio de Sentido                               |                     | Richard García Vázquez           |

| Año       | Título                              | Personaje                         | Canal          | Episodios    |
| --------- | ----------------------------------- | --------------------------------- | -------------- | ------------ |
| 2021      | Deudas                              | Joyero Padilla                    | Antena 3       | 1 episodio   |
| 2020      | Por H o por B                       | Segurata                          | HBO            | 2 episodios  |
| 2017      | Espe contra el mundo                | Pianista                          | Youtube        | 1 episodio   |
| 2015-2017 | Allí abajo                          | Sr. Jiménez                       | Antena 3       | 6 episodios  |
| 2015      | Águila Roja                         | Frutero                           | La 1           | 1 episodio   |
| 2013      | Flaman                              | Capitán                           | Canal Sur      | 1 episodio   |
| 2009-2010 | Padre Medina                        | Pablo Baena                       | Canal Sur      | 25 episodios |
| 2003-2008 | Hospital Central                    | Armando Cifuentes / Manager Félix | Telecinco      | 2 episodios  |
| 2007      | El internado                        | Ricardo Montoya                   | Antena 3       | 4 episodios  |
| 2005      | Lobos                               |                                   | Antena 3       | 1 episodio   |
| 2005      | Los Serrano                         | Genaro "el matarife"              | Telecinco      | 1 episodio   |
| 2005      | Fuera de control                    |                                   | La 1           |              |
| 2003      | Javier ya no vive solo              |                                   | Telecinco      | 1 episodio   |
| 2002      | El comisario                        | Peris                             | Telecinco      | 1 episodio   |
| 2002      | Arrayán                             |                                   | Canal Sur      |              |
| 2001-2003 | Periodistas                         | Empleado de mantenimiento/ Charly | Telecinco      | 2 episodios  |
| 2001      | Cuéntame cómo pasó                  | Enterado 2                        | La 1           | 1 episodio   |
| 2000      | Compañeros                          | Cliente de prostitución           | Antena 3       | 1 episodio   |
| 2000      | Policías, en el corazón de la calle | Fermín Segura                     | Antena 3       | 1 episodio   |
| 2000      | Segredos do Mar                     |                                   | O Globo Brasil |              |
| 1998      | Plaza Alta                          |                                   | Canal Sur      |              |
| 1998      | Castillos en el Aire                |                                   | Canal Sur      |              |